# Daniel Olorunfemi Fagunwa
Daniel Olorunfemi Fagunwa, oftast bara D.O. Fagunwa, född 1910 i Oke-Igbo, död 1963, var en nigeriansk författare som skrev på yoruba. Hans verk räknas som klassiker inom den nigerianska litteraturen. 1938 gav han ut romanen Ogboju ode ninu igbo irunmale ("Den modiga jägaren i de fyra hundra gudarnas skog"), som med utgångspunkt i yorubafolkets rika sagoskatt är en sorts reseroman om en jägare som vandrar från rike till rike, för att till slut komma till de dödas land. Temat för boken är sökandet efter fred och rikedom, och kampen mellan goda och onda krafter i naturen och samhället.
Fagunwas romaner innehåller en blandning av realistiska och fantastiska element. Flera av dem försenades i utgivningen på grund av andra världskriget. Den mest kända är Igbo Olodumare ("Olodumares skog", 1949), som har översatts till engelska av Wole Soyinka under titeln The Forest of a Thousand Daemons (1968).